# Codex Dublinensis
Codex Dublinensis designado por Z ou 035 (Gregory-Aland), A3 (von Soden), é um manuscrito uncial grego do Evangelhos, datado pela paleografia para o século VI.
Actualmente acha-se no Trinity College Library (K 3.4) em Dublin.

## Descoberta
Contém 32 fólios dos Evangelho segundo Mateus (27 x 20 cm), e foi escrito numa coluna por página, em 21 linhas por página.
Não há indicadores de respiração e nem acentos. Contém a τιτλοι ("títulos"), as seções amonianas, mas não há referência aos cânones eusebianos.
Ele é um palimpsesto.
Contenúedos
Mateus 1,17-2,6; 2,13-20, 4,4-13; 5,45-6,15; 7,16-8,6; 10,40-11,18; 12,43-13,11; 13,57-14,19; 15,13-23; 17,9-17; 17,26-18,6; 19,4-12.21-28; 20,7-21,8; 21,23-30; 22,16-25; 22,37-23,3; 23,15-23; 24,15-25; 25,1-11; 26,21-29.62-71.

## Texto
O texto grego desse códice é um representante do Texto-tipo Alexandrino. Aland colocou-o na Categoria III.